# Гребельна вулиця
Гребéльна вýлиця — вулиця в місті Запоріжжя, розташована у правобережній частині Дніпровського району. Розпочинається від греблі ДніпроГЕС і закінчується біля районної адміністрації Запорізької міської ради по Дніпровському району на перетині вулиць Бородинської, Рельєфної та Тиражної. Протяжність вулиці — 1,1 км, яку перетинає бульвар Вінтера біля площі Енергетиків.
До вулиці Гребельної прилучаються:
- Клубна вулиця
- Пам'ятна вулиця
- Дніпрогесівська вулиця
- Каховська вулиця
- Айнлагська вулиця
- Конденсаторний провулок.

## Історія
Вулиця отримала назву на початку 1930-х років XX століття на честь спорудження греблі ДніпроГЕС через річку Дніпро, яка стала визначною подією в історії міста Запоріжжя. 10 жовтня 1932 року відбувся урочистий пуск ДніпроГЕСу, на енергетичній базі якого був побудований промисловий комплекс чорної і кольорової металургії — Дніпровський промисловий комбінат до складу якого входили заводи: 1932 рік — завод інструментальних сталей «Дніпроспецсталь», 1933 рік — шамотний завод «Вогнетрив», Запорізький алюмінієвий комбінат, електродний завод «Укрграфіт», «Запорізький завод феросплавів», «Запоріжсталь»; 1934 рік — коксохімічний завод «Запоріжкокс»
.

## Пам'ятки

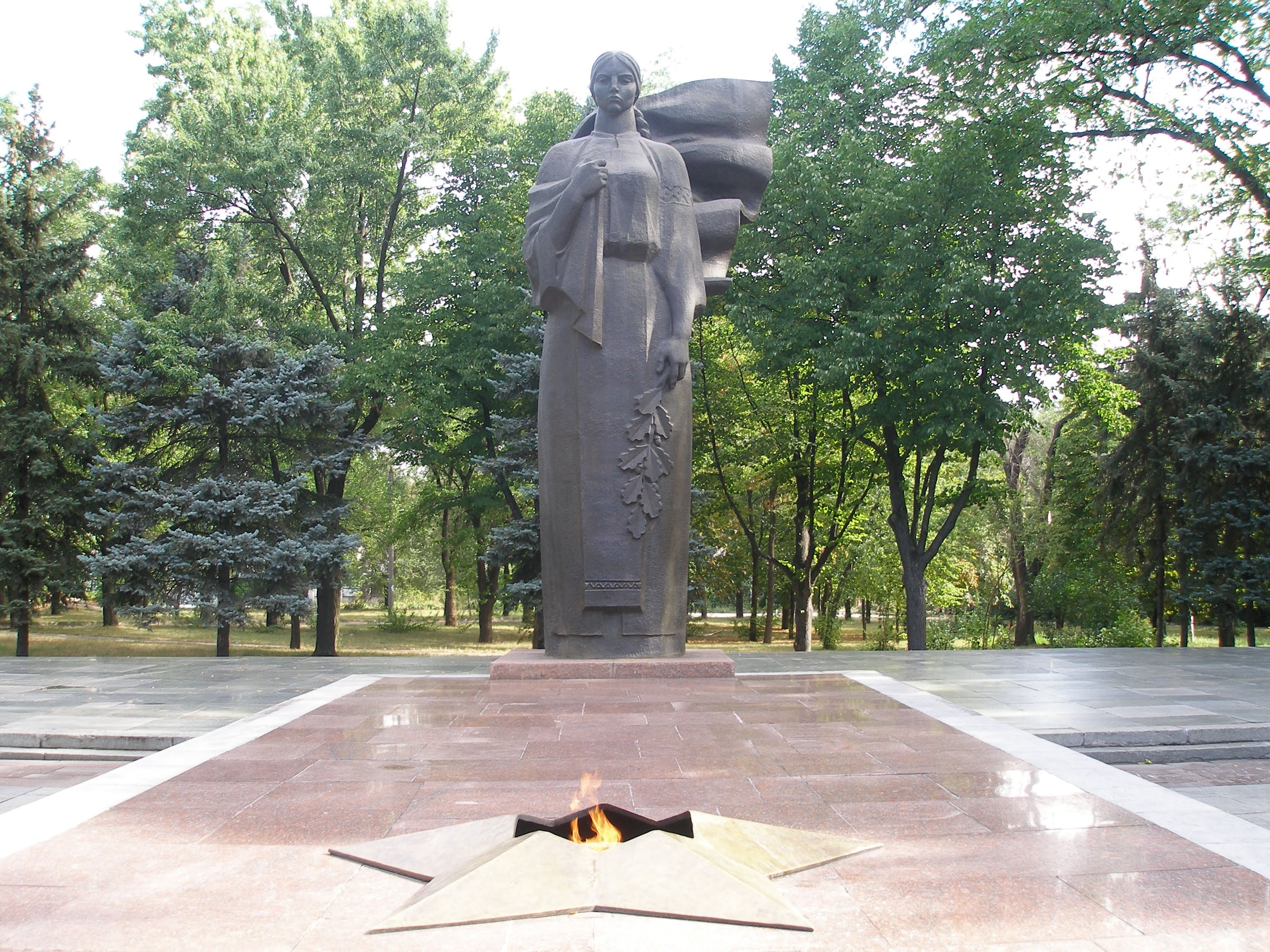
Меморіальний комплекс на честь загиблих воїнів під час форсування Дніпра

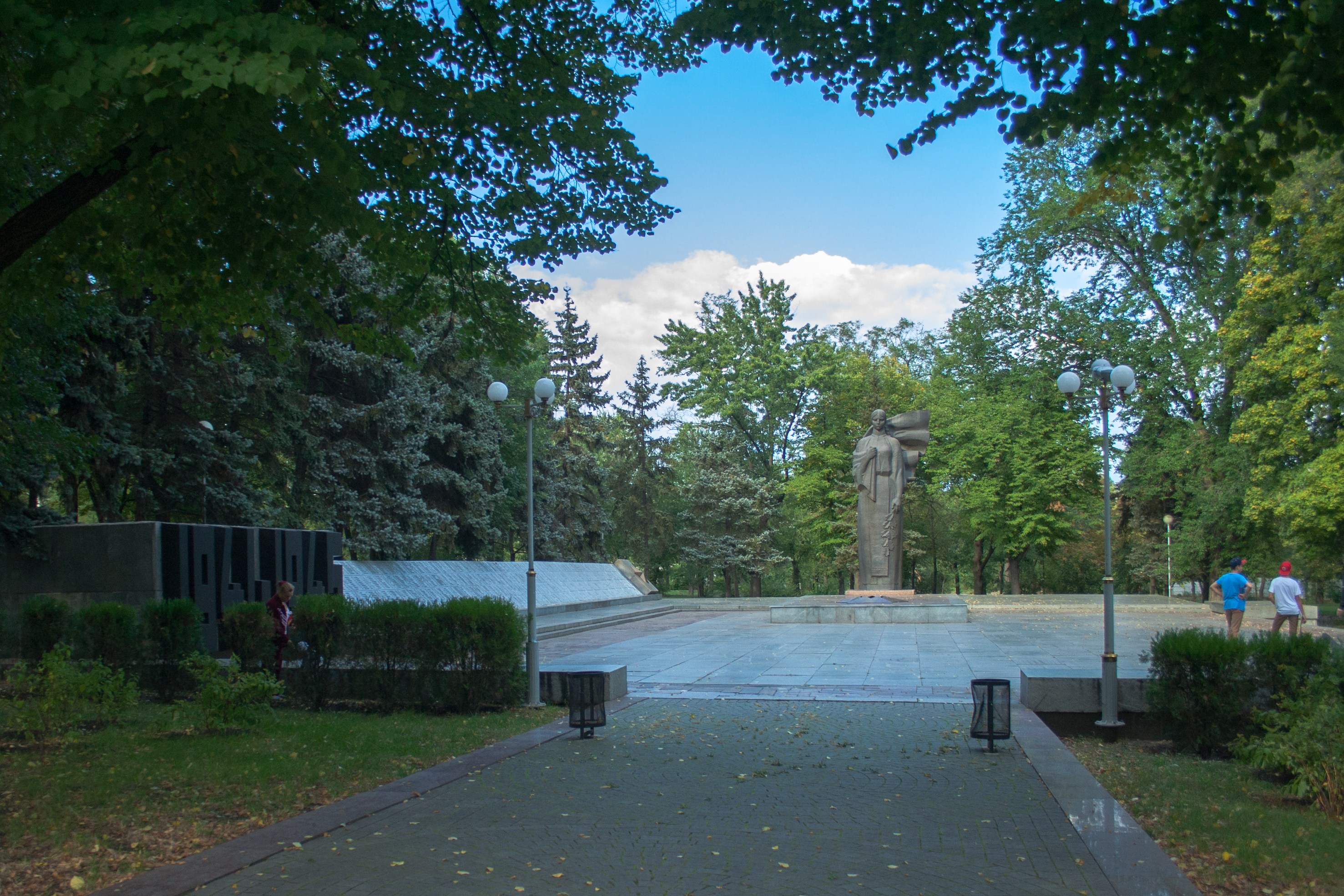
Меморіальний комплекс «Скорботна мати»

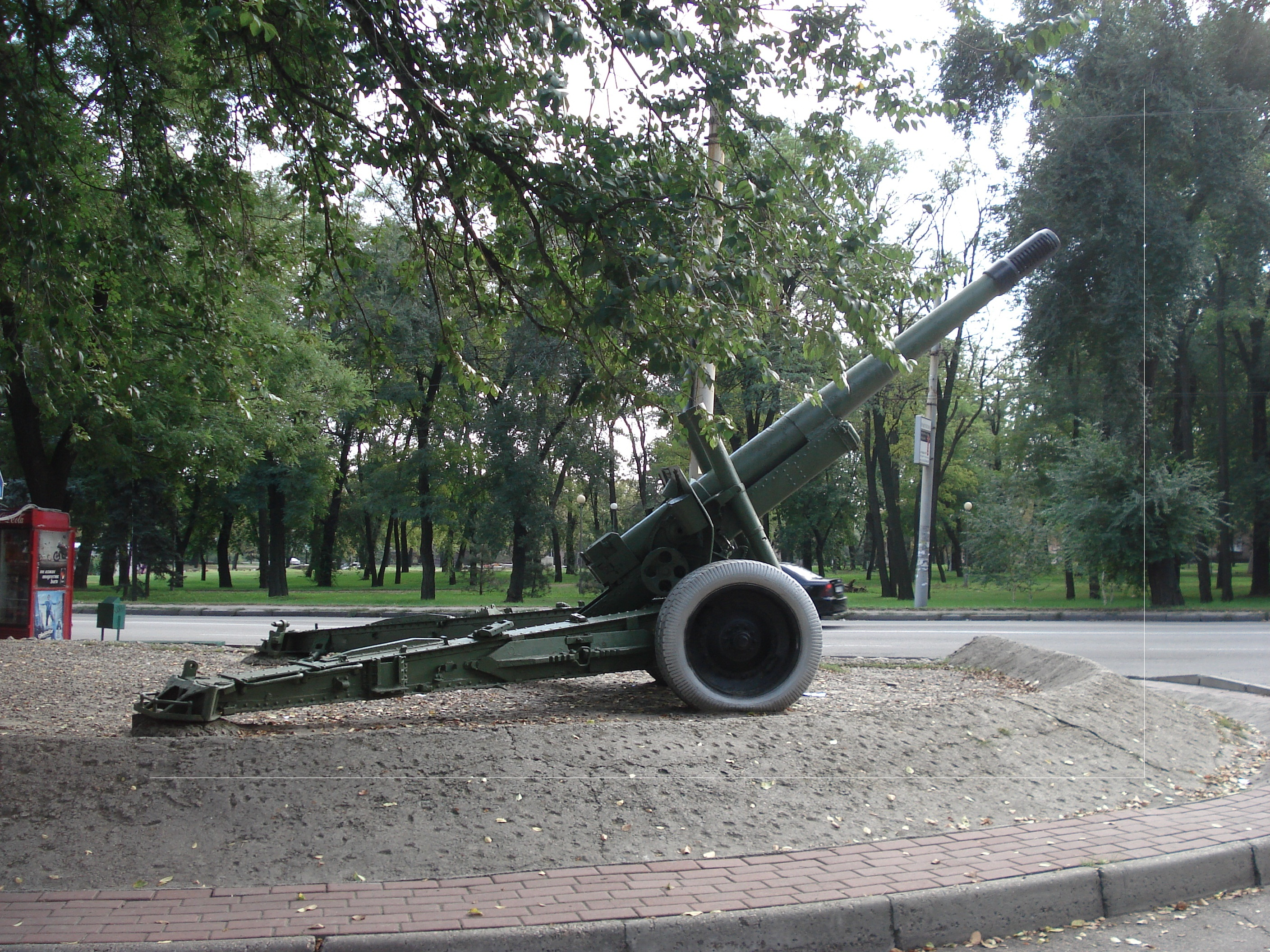

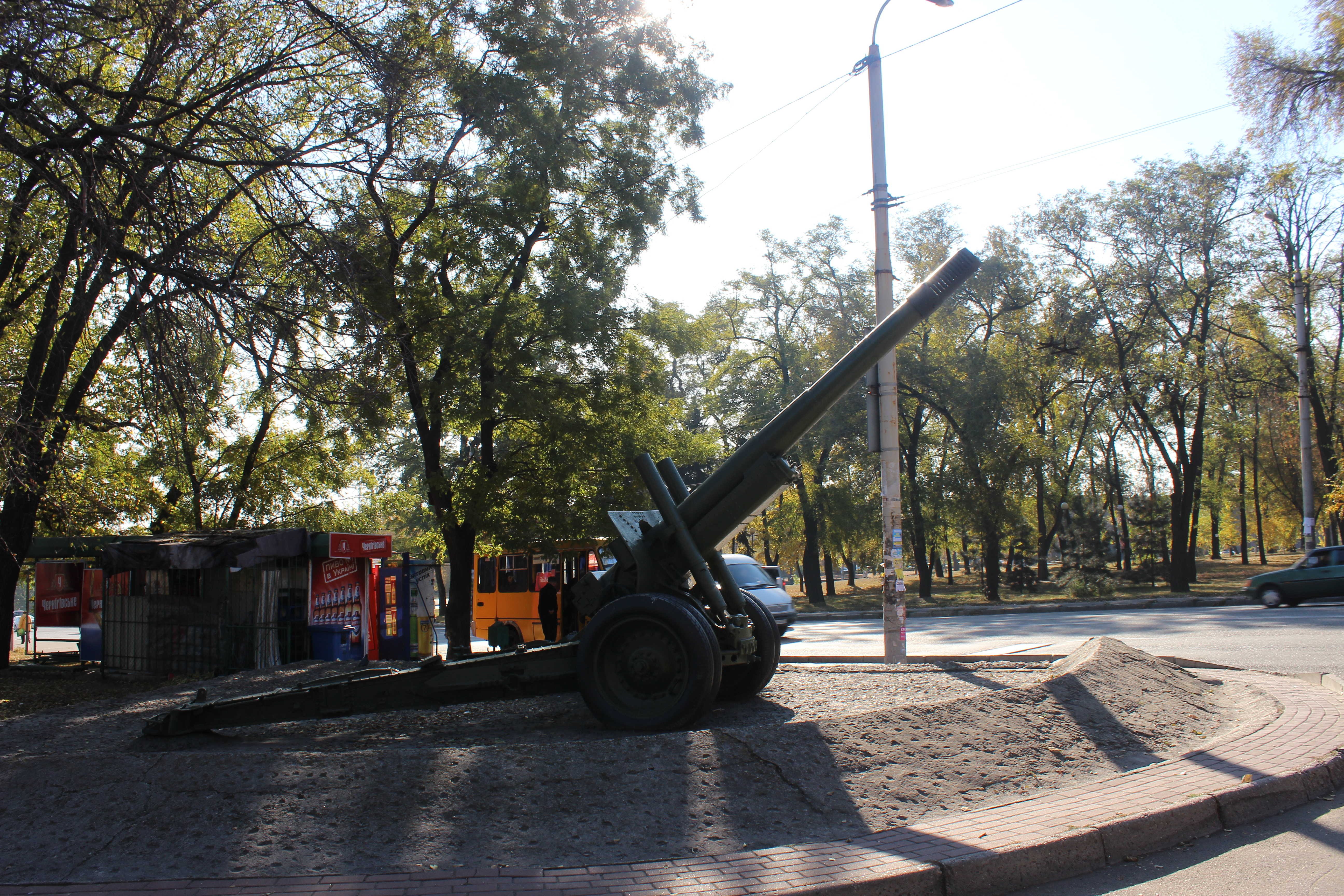
Меморіальний комплекс на честь загиблих, під час форсування Дніпра, у роки Другої світової війни

На початку вулиці Гребельної на площі Енергетиків встановлено пам'ятний знак на честь будівельників промислового комплексу міста Запоріжжя.
У 1975 році по вулиці Гребельній встановлено пам'ятний меморіал «Скорботна мати», майже відразу при в'їзді на правий берег з греблі ДніпроГЕС. Скульптор пам'ятника — Володимир Дубінін. На місці меморіалу поховано майже півтори тисячі загиблих воїнів. Скорботна мати уособлює всіх жінок, які втратили своїх синів на полях Другої світової війни. У центрі самого меморіалу — бронзова фігура скорботної матері (близько 10 метрів у висоту), з гілкою дуба в одній руці і хусткою в інший. Перед нею запалено вічний вогонь. Праворуч від фігури матері — гранітна стіна (1,5 метра у висоту) під нахилом, яка обмежує меморіал по краю і на якій вибиті імена загиблих тут воїнів радянської армії. Наприкінці стіни покладений металевий лавровий вінок, а на стіні вибиті цифри початку і закінчення війни: 1941—1945. Щорічно, на День визволення Запоріжжя (14 жовтня), на День Перемоги (9 Травня) тут збираються ветерани, громадськість та представники влади, щоб вшанувати пам'ять полеглих у Другій світовій війні.
Поруч з меморіалом «Скорботна мати» встановлено пам'ятник 152 мм гаубиці-гармати МЛ-20.

## Будівлі та об'єкти

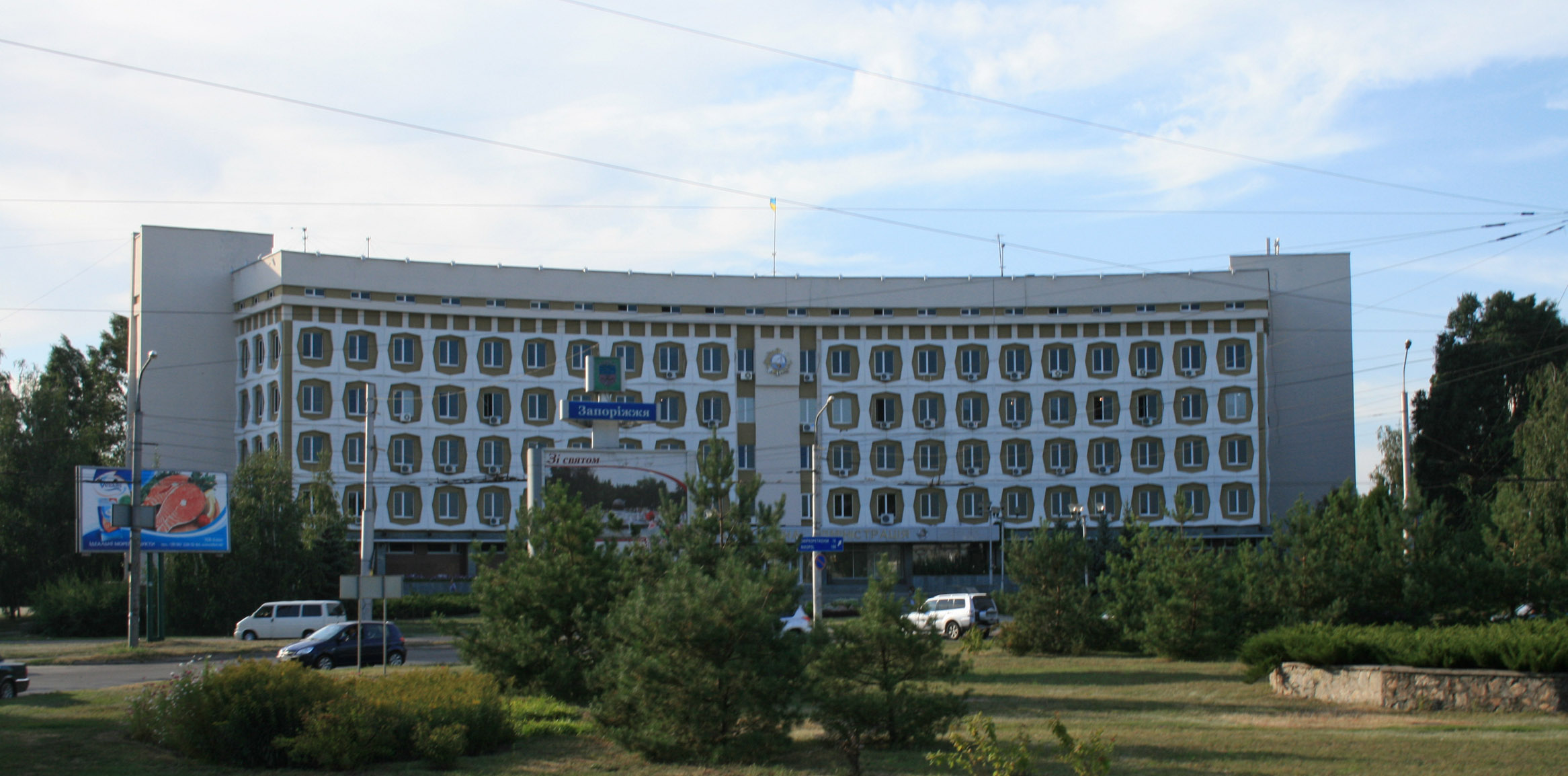
Тут закінчується вулиця Гребельна. Будівля районної адміністрації Запорізької міської ради по Дніпровському району

- буд. 2 — Управління Дніпровської електроенергетичної системи[11], структурний підрозділ НЕК «Укренерго»[12]
- буд. 5 — ТОВ «Запоріжжябудгуртторг»
- буд. 5 — ТОВ «Запоріжхімбудгуртторг»
- буд. 5 — Будівельний магазин «Кронос Буд»
- буд. 5 — Агентство нерухомості «Капітал»
- буд. 5 — ТОВ «Покрівля і фасад»
- буд. 11А — Торговельний комплекс «Буковина»